# Saint-Gouéno
 Saint-Gouéno (en bretó Sant-Gouenoù, gal·ló Plóha) és un municipi francès, situat a la regió de Bretanya, al departament de Costes del Nord. L'any 1999 tenia 640 habitants.

## Demografia
| 1962                                       | 1968 | 1975 | 1982 | 1990 | 1999 |
| ------------------------------------------ | ---- | ---- | ---- | ---- | ---- |
| 1023                                       | 901  | 831  | 751  | 721  | 640  |
| Des de 1962: població sense dobles comptes |      |      |      |      |      |

## Administració
| Període   | Identitat              | Partit |
| --------- | ---------------------- | ------ |
| 1966-1980 | Jean Baptiste Latouche |        |
| 1980-1987 | Augustin Évin          |        |
| 1987-2001 | Lucien Aignel          |        |
| 2001-     | Jacky Aignel           | PS     |